# Platý
Platý är en ort i Grekland.   Den ligger i prefekturen Nomós Imathías och regionen Mellersta Makedonien, i den norra delen av landet, 300 km norr om huvudstaden Aten. Platý ligger 5 meter över havet och antalet invånare är 2 228.
Terrängen runt Platý är mycket platt. Runt Platý är det ganska tätbefolkat, med 56 invånare per kvadratkilometer. Närmaste större samhälle är Alexándreia, 7,8 km väster om Platý. Trakten runt Platý består till största delen av jordbruksmark.